# 식스펜스 넌 더 리처

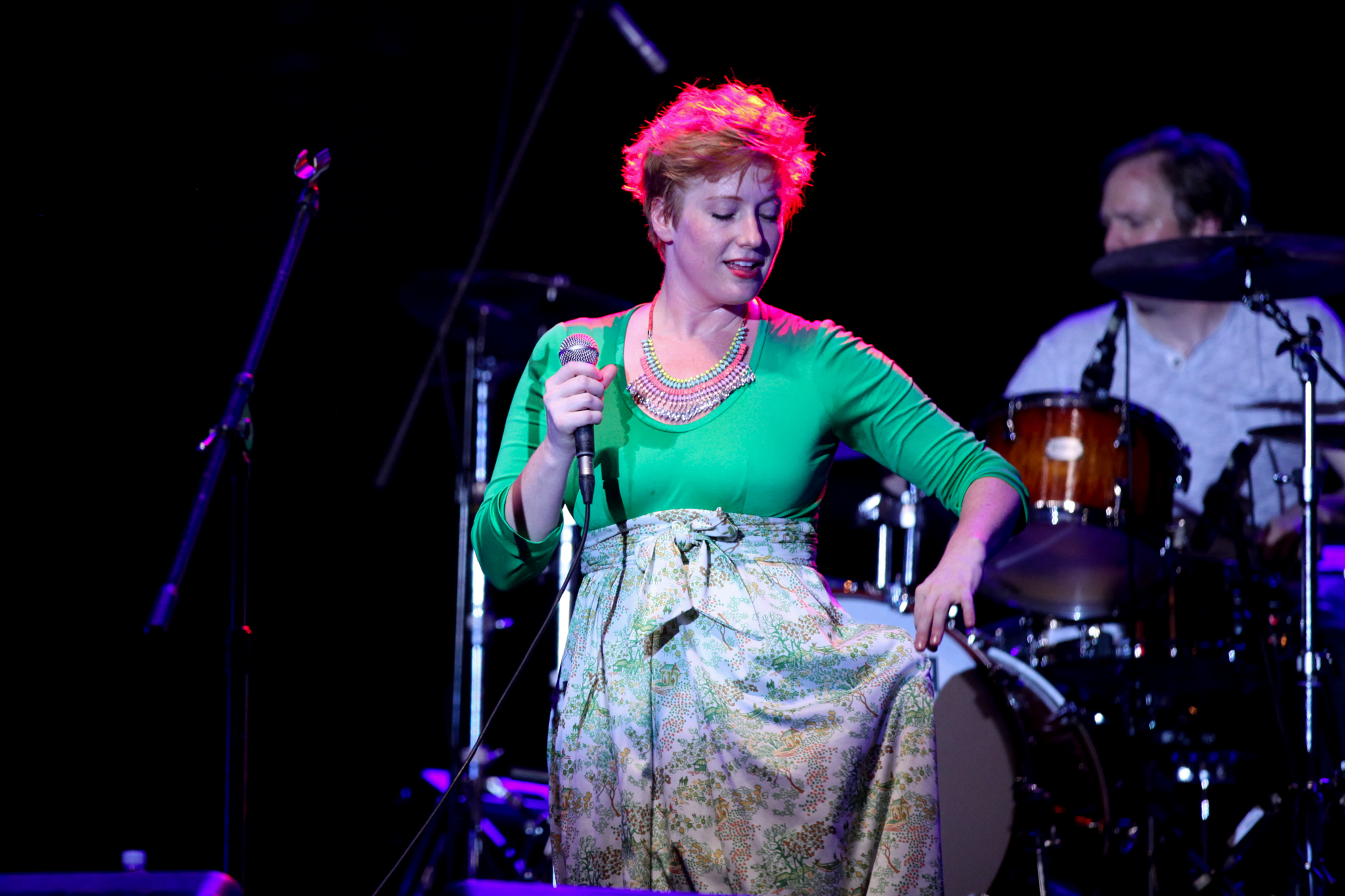

식스펜스 넌 더 리처(Sixpence None the Richer)는 미국의 CCM 팝/록 밴드이다. 식스펜스라는 이름으로도 알려져 있다. 텍사스주에서 결성됐으며 1992년 데뷔했다. 대표곡으로 〈Kiss Me〉, 〈Breathe Your Name〉, 커버곡 〈Don't Dream It's Over〉, 〈There She Goes〉 등이 있다. 밴드 이름은 C. S. 루이스 《순전한 기독교》에서 영감을 얻은 것이다.

## 음반 목록
- 1994: 《The Fatherless and the Widow》
- 1995: 《This Beautiful Mess》
- 1997: 《Sixpence None the Richer》
- 2002: 《Divine Discontent》
- 2012: 《Lost in Transition》